# 13 Dywizja Polowa Luftwaffe
13 Dywizja Polowa Luftwaffe (niem. 13 Luftwaffe Feld Division) – utworzona na terenie Niemiec w Fallingbostel 15 listopada 1942 z Flieger-Regiment 13.
Dywizja walczyła na froncie wschodnim w ramach 18 Armii (Grupa Armii Północ) pod Wołchowem. W listopadzie 1943 roku została przemianowana (jak wszystkie dywizje polowe Luftwaffe) na 13 Feld Division (L) i przydzielona do wojsk lądowych. W styczniu 1944 r. podczas przerwania blokady Leningradu dywizja została rozbita, rozwiązano ją definitywnie 1 kwietnia 1944. Ocalały sztab wykorzystano przy formowaniu nowej, 300. Dywizji do Zadań Specjalnych, którą utworzono na terytorium Estonii.

## Skład bojowy dywizji
- 25 polowy pułk strzelców Luftwaffe
- 26 polowy pułk strzelców Luftwaffe
- 13 polowy pułk artylerii Luftwaffe
- 13 polowa kompania cyklistów Luftwaffe
- 13 polowy batalion niszczycieli czołgów Luftwaffe
- 13 polowa kompania inżynieryjny Luftwaffe
- 13 polowe dywizyjne oddziały zaopatrzeniowe Luftwaffe

## Dowódcy dywizji
- Generalleutnant Herbert Olbrich (od 10 listopada 1942)
- Generalmajor Hans Korte (od 1 grudnia 1942)
- Generalleutnant Hellmuth Reymann (od 1 października 1943)